# Helga Schmitt-Bussinger

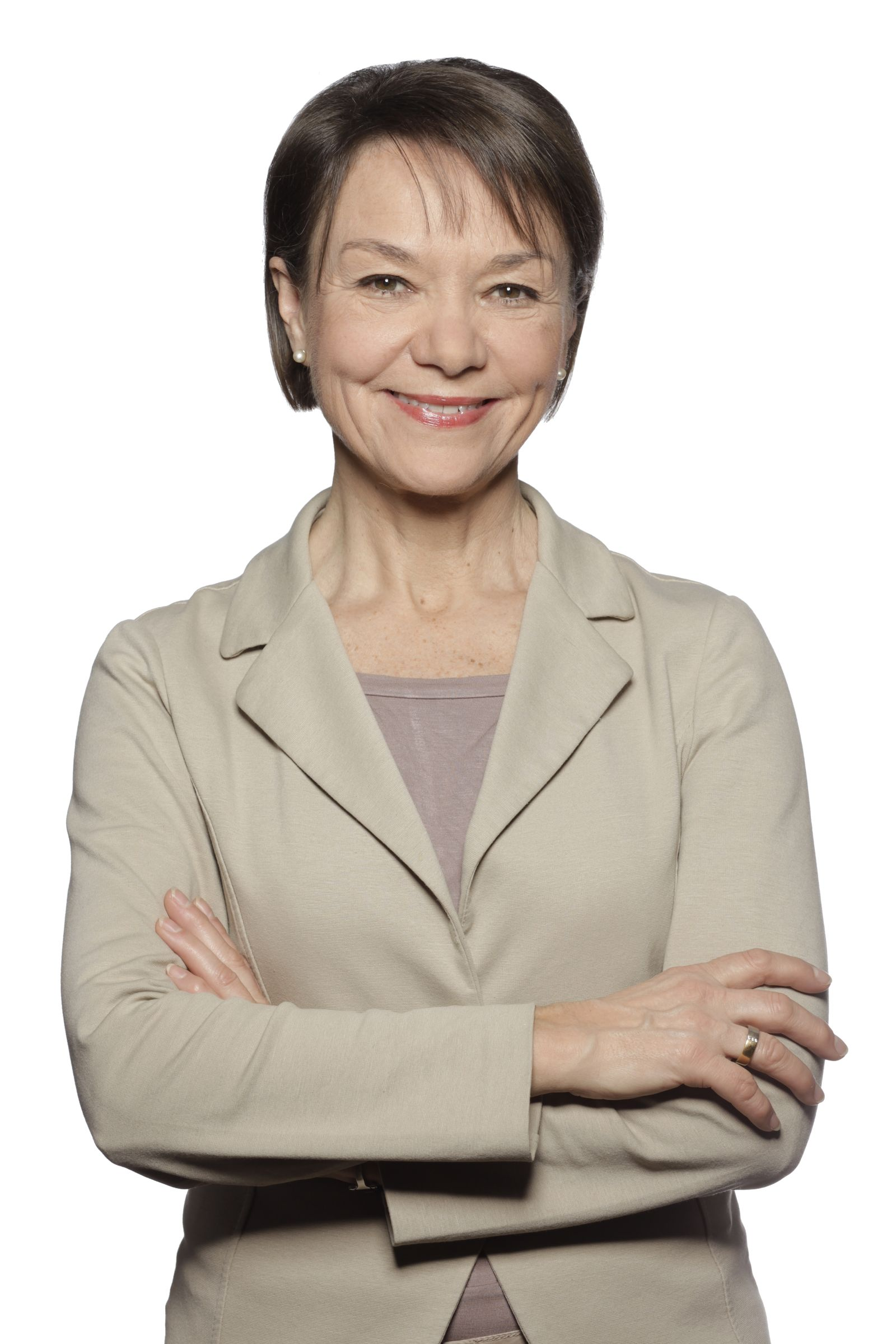
Helga Schmitt-Bussinger (2013)

Helga Schmitt-Bussinger (* 23. November 1957 in Oberdachstetten, Landkreis Ansbach) ist eine deutsche Politikerin der SPD. Von 1998 bis 2018 war sie Mitglied des Bayerischen Landtags.

## Leben
Nach der Volksschule 1964 bis 1968 in Oberdachstetten, besuchte sie 1968 bis 1977 das  Theresien-Gymnasium in Ansbach. Danach studierte Schmitt-Bussinger an der Friedrich-Alexander-Universität Erlangen-Nürnberg von 1978 bis 1982 Lehramt für Hauptschulen und war 1982 bis 1998 schließlich Hauptschullehrerin in Rednitzhembach. 
Schmitt-Bussinger ist evangelisch, verheiratet und hat einen Sohn.

## Politische Laufbahn
1979 trat Helga Schmitt-Bussinger in die SPD Bayern ein und wurde 1984 in den Schwabacher Stadtrat gewählt, dem sie bis 2019 angehörte. Schmitt-Bussinger war von 1999 bis 2015 Vorsitzende des SPD-Unterbezirks Schwabach. 
Sie wurde bei der Landtagswahl 1998 über die Bezirksliste Mittelfranken in den Bayerischen Landtag gewählt und bei den Wahlen 2003, 2008 und 2013 bestätigt. In ihrem Direktstimmkreis 503 Nürnberg-Süd belegte sie 2013 mit 18.980 Erststimmen (32,0 %) den zweiten Platz, landesweit erreichte Schmitt-Bussinger 79.457 Stimmen. Nur der Spitzenkandidat Christian Ude konnte ein besseres Ergebnis (416.304) einfahren. 
Von 2008 bis 2013 war Schmitt-Bussinger Vorsitzende des Arbeitskreises 'Kommunale Fragen und Innere Sicherheit' der SPD-Landtagsfraktion und Mitglied des gleichnamigen Ausschusses des Landtags. Für ihre Verdienste um die Innere Sicherheit wurde ihr 2010 die Verfassungsmedaille des Freistaats Bayern in Silber verliehen, 2016 in Gold. Im Oktober 2014 wurde sie zur stellvertretenden Fraktionsvorsitzenden der SPD-Landtagsfraktion gewählt. Außerdem war Schmitt-Bussinger Mitglied im Ältestenrat und im Ausschuss für Wissenschaft und Kunst. Sie war zudem Sprecherin der mittelfränkischen SPD-Abgeordneten im Bayerischen Landtag.
Bei der Landtagswahl in Bayern 2018 trat sie nicht mehr an und schied daher anschließend aus dem Landtag aus.

## Ehrungen
- Bayerische Verfassungsmedaille in Silber (2010) und Gold (2016).